# Oryx d'Arabie
Oryx leucoryx
Espèce
Statut de conservation UICN

 VU D1 : Vulnérable
Statut CITES
L'Oryx d'Arabie (Oryx leucoryx) est un ongulé asiatique proche de l'antilope. Cet animal occupe au début du XXe siècle la péninsule Arabique, le nord du Koweït et de l'Irak. C'est le seul représentant non-africain du genre des oryx (maha en arabe), les autres espèces étant inféodées aux déserts et semi-déserts d'Afrique du Nord, de l'Est et du Sud. L'oryx vit en troupeau d'environ 60 bêtes. Herbivore et très adapté aux environnements secs, il est capable de rester sans boire pendant de longues périodes.

## Habitat
Oryx leucoryx peuple les déserts et plaines arides de son aire de répartition.

## Alimentation
Ce bovidé se nourrit d'herbe, de racines et de tubercules dans lesquelles il trouve en partie son eau. Du foin lui est également proposé en captivité, ainsi qu'un certain nombre de légumes.

## Taille, poids
À l'âge adulte l'Oryx d’Arabie avoisine 70 kilogrammes pour une taille au garrot d'1 mètre (sans les cornes, très longues chez cette espèce).

## Comportement
Très adaptée à son milieu aride et désertique, c'est une espèce qui peut rester de longues périodes sans boire. L'animal est capable de détecter la pluie à de grandes distances et de rejoindre les zones arrosées pour se repaître des nouvelles pousses.

## Conservation
La population sauvage a fortement baissé au XXe siècle et « les derniers individus sauvages ont probablement été tués en 1972 dans le Jiddat al Harasis » (Oman).
Un troupeau transféré aux États-Unis en 1962 a cependant été élevé au zoo de Phoenix aux États-Unis, permettant la sauvegarde de l'espèce. Grâce aux animaux captifs, des réintroductions ont été initiées : « Oman (Arabian Oryx Sanctuary, en 1982), Arabie saoudite (Mahazat as-Sayd Reserve, 2 244 km2 en 1990 et Uruq Bani Ma’arid Reserve, 12 000 km2 en 1995), Israël (trois sites dans le nord de l'Arava et du Negev, en 1997), Émirats arabes unis (Arabian Oryx Reserve, Abou Dabi, en 2007), Jordanie (Wadi Rum, début 2009) ».
Depuis les années 1990, la population a augmenté en Arabie saoudite (de 400 à 700 individus entre 1997 et 2003) et dans une moindre mesure en Israël, mais chuté en Oman à cause d'un fort braconnage (de 450 à 106 animaux entre 1996 et 2003), destiné à alimenter des collections privées. 

Cet état de fait a d'ailleurs justifié que le sanctuaire de l'oryx arabe d'Oman soit retirée de la liste des sites du Patrimoine mondial de l'UNESCO.
La population sauvage compterait en 2011 environ 1 000 individus. « Environ 6 000 à 7 000 animaux sont élevés en captivité dans le monde entier, principalement dans la région [du moyen-orient]. Certains sont maintenus [en semi-liberté] dans de grands enclos, comme ceux du Qatar, d'Arabie saoudite, de Syrie (réserve d'Al Talila) et des EAU ». Ainsi, avec près de 500 individus en semi-liberté, Sir Bani Yas (petite île au large de la côte ouest de l'émirat d'Abou Dabi) abrite l'une des plus importantes populations au monde. Les naissances sont nombreuses et permettent d'envoyer régulièrement des animaux vers des programmes de reproduction à Abou Dabi puis de réintroduction (depuis 2007), dans le désert de l'émirat.
En France, on trouve quelques groupes : Ménagerie Zoo du jardin des plantes à Paris, zoo de Champrepus, Safari de Peaugres, Parc zoologique de Thoiry, Parc zoologique de Lunaret à Montpellier. Le statut IUCN de l'espèce a été revu à la hausse à plusieurs reprises, grâce au succès des réintroductions. En 2011, l'espèce a été reclassée comme « vulnérable ».

## Culture populaire
L'Oryx d'Arabie est l'animal national du Qatar, et la compagnie aérienne Qatar Airways a un Oryx dans son logo,.

## Galerie

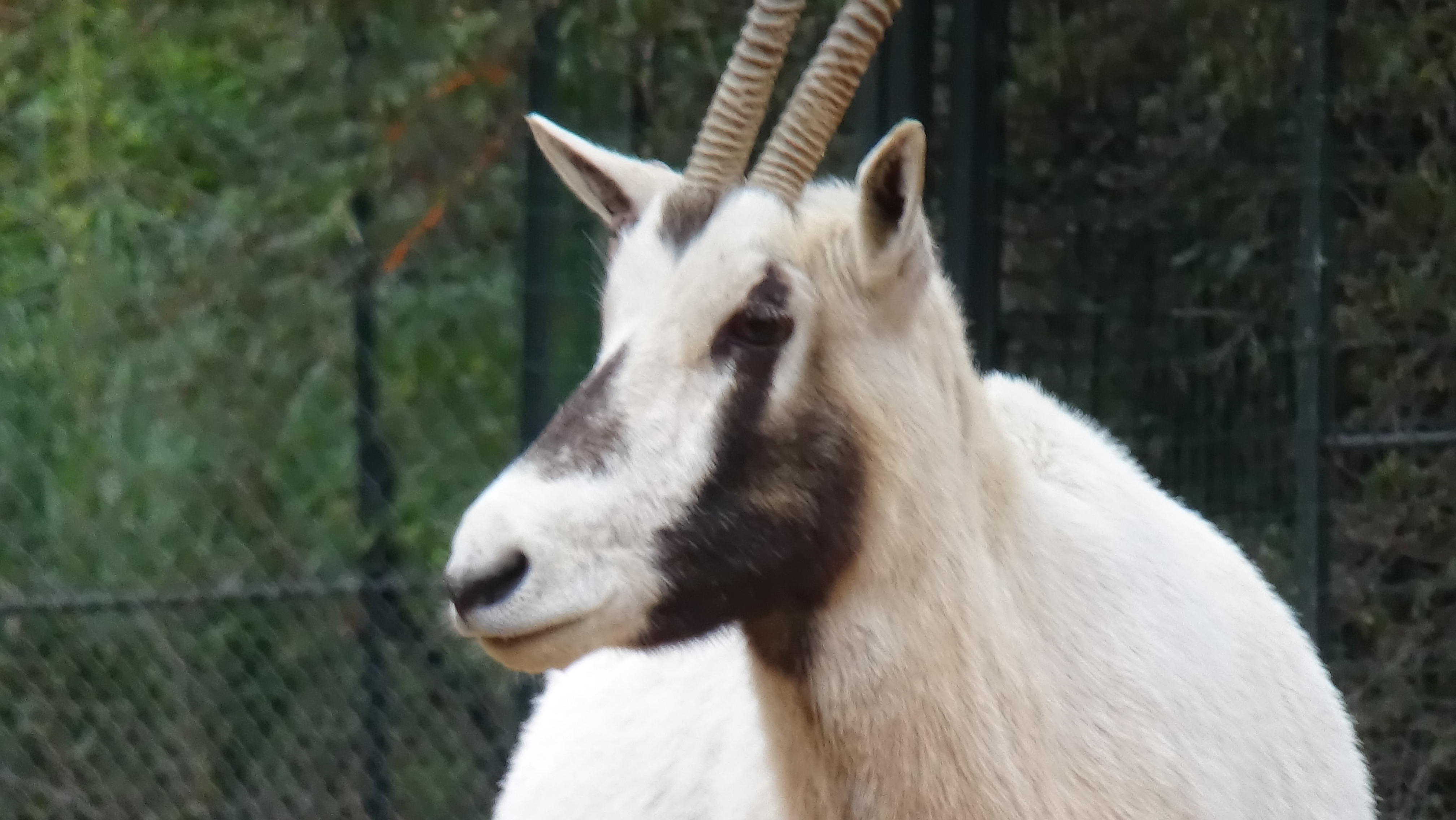
Ménagerie du jardin des plantes - Paris/France.
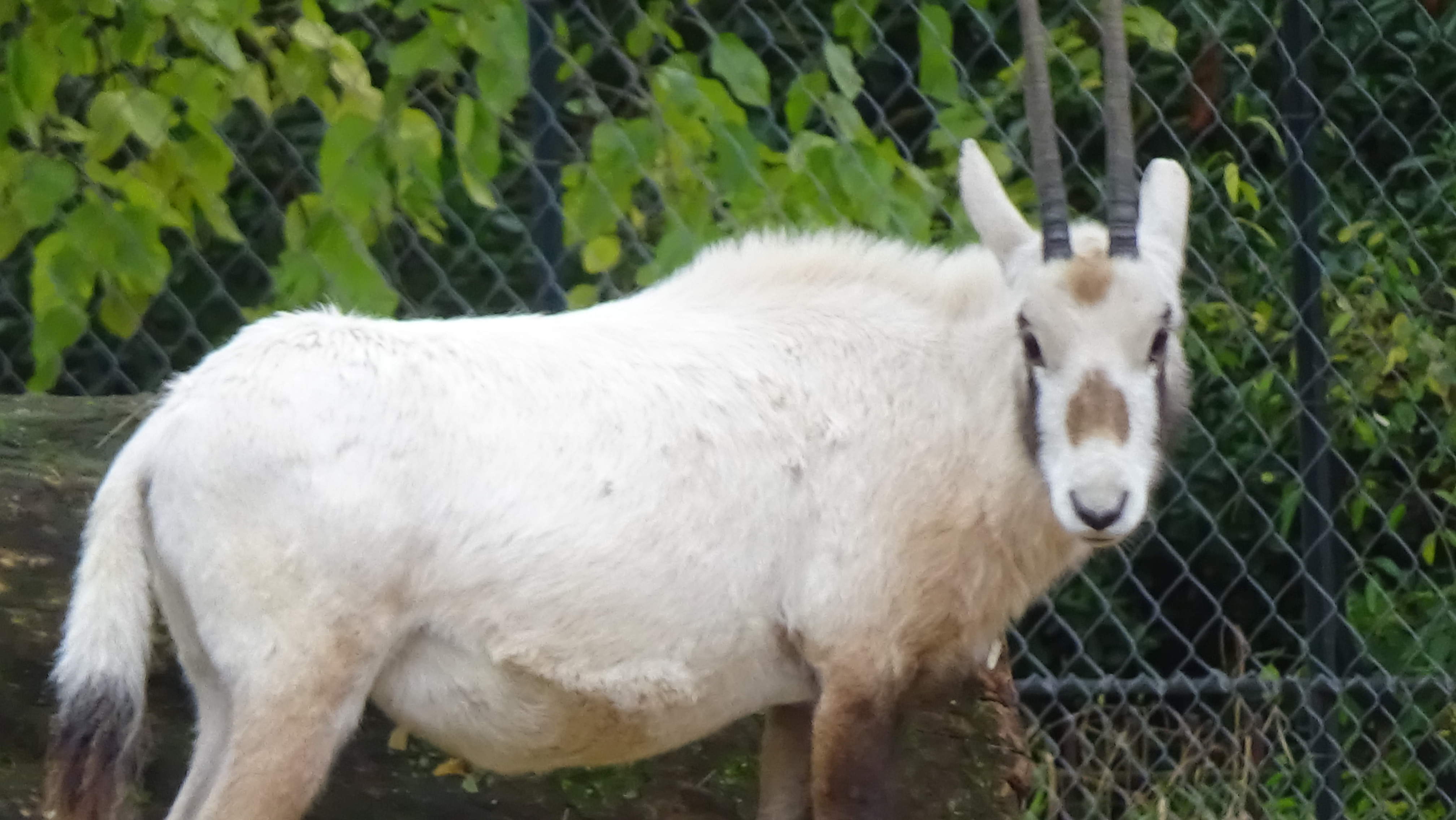
Ménagerie du jardin des plantes - Paris/France.
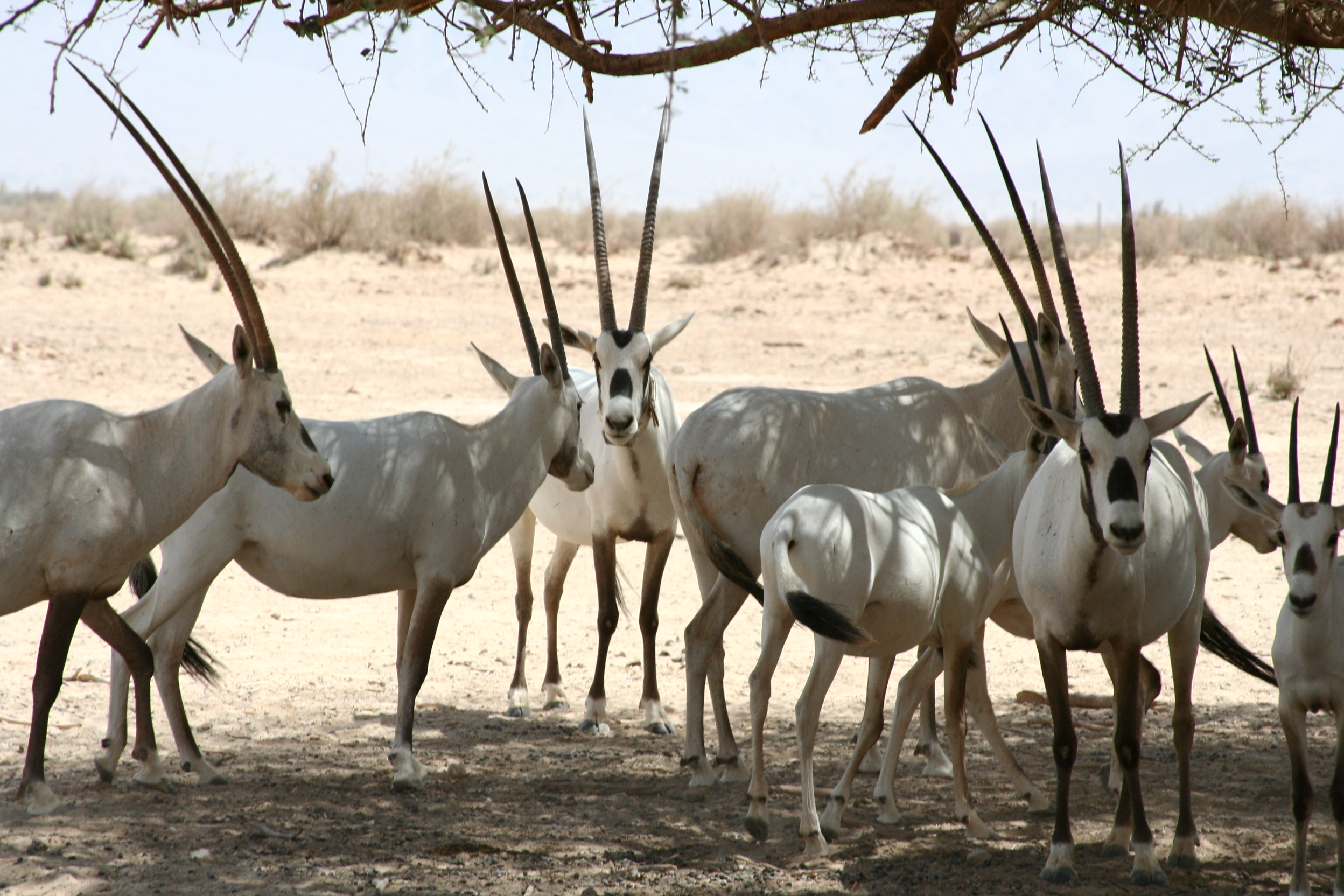
Oryx d'Arabie au Ranch de l'antilope, Israël.
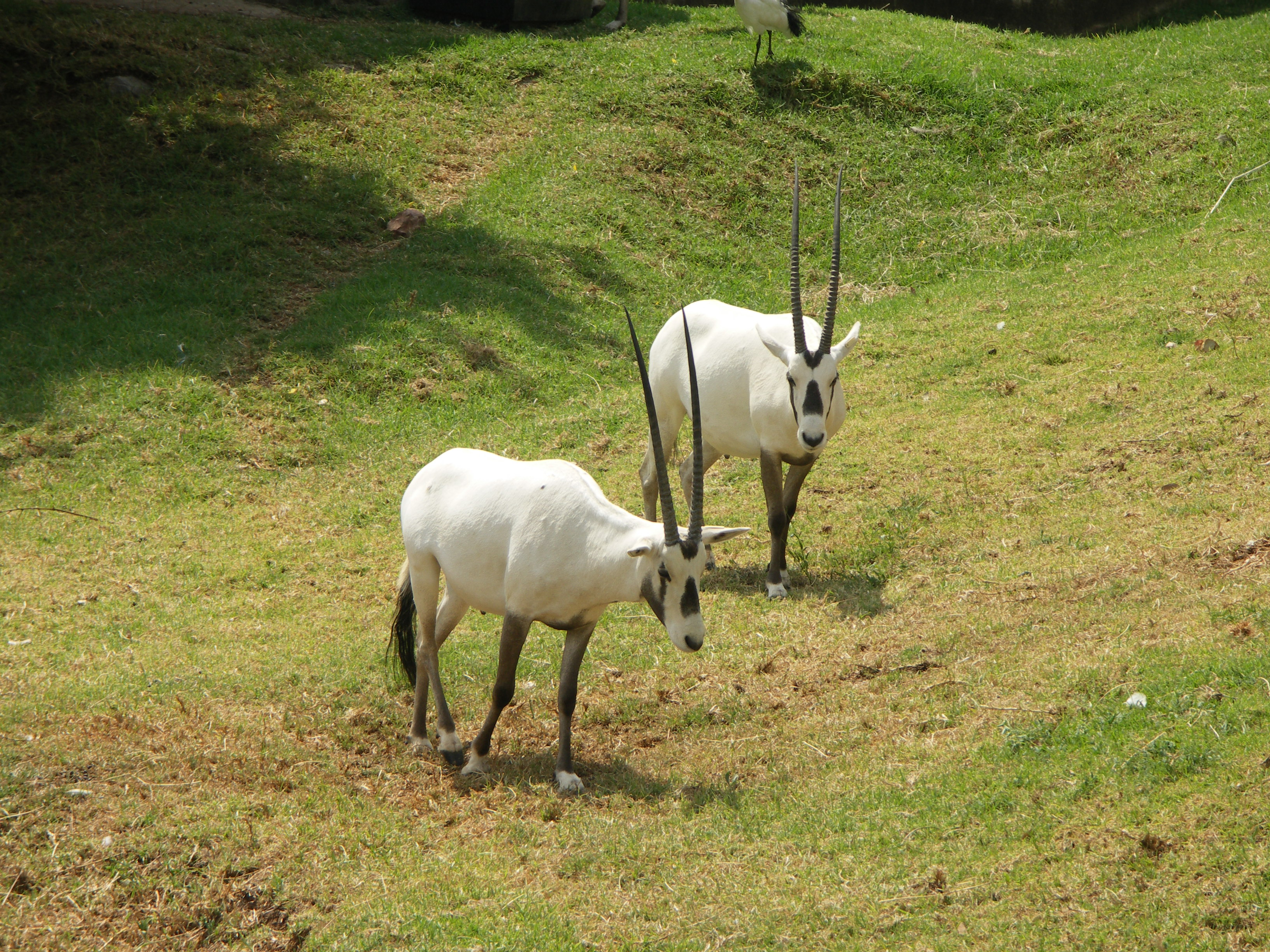
Oryx d'Arabie au zoo de Johannesburg, Afrique du Sud.
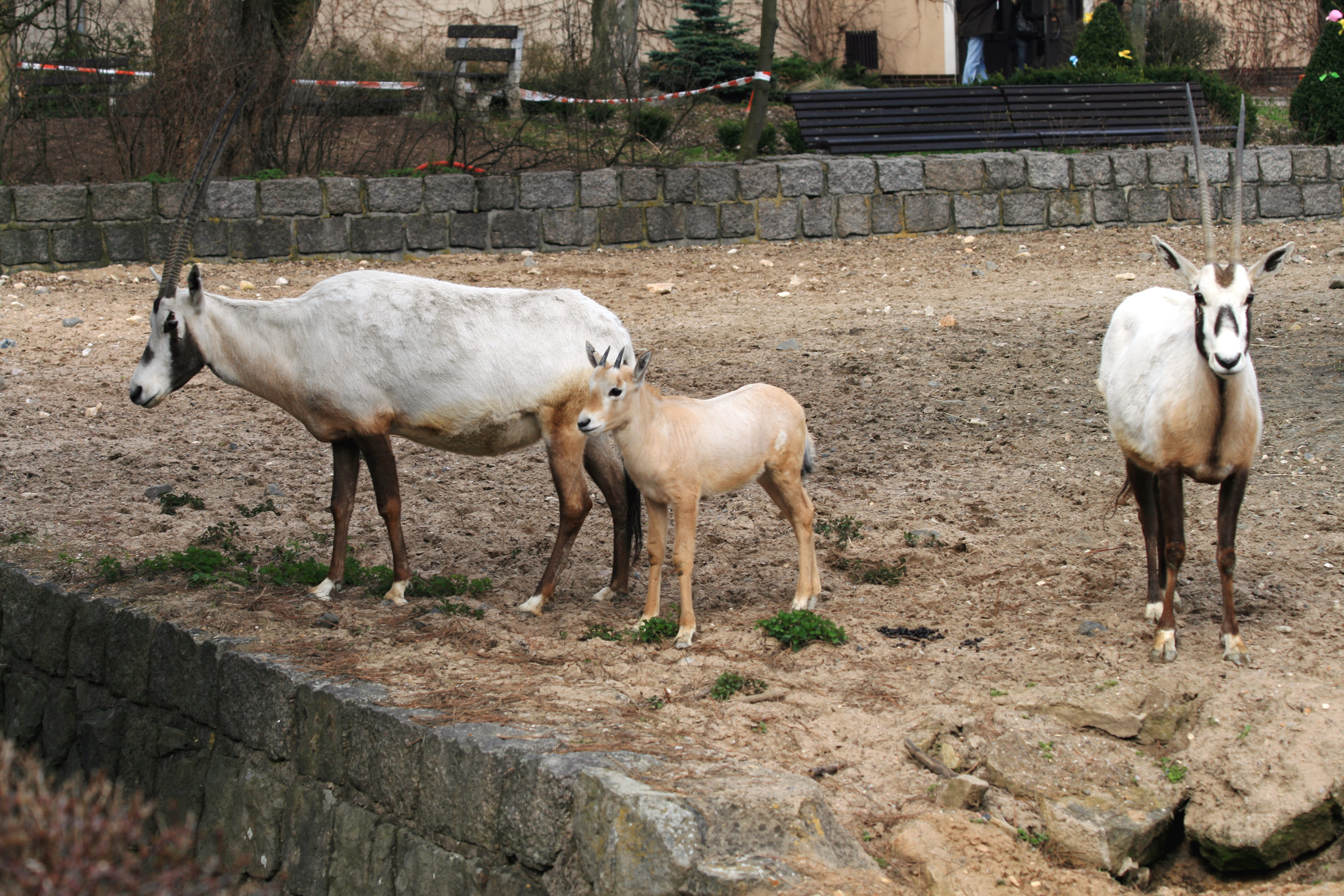
Trois oryx d'Arabie au zoo de Dvůr, République tchèque.
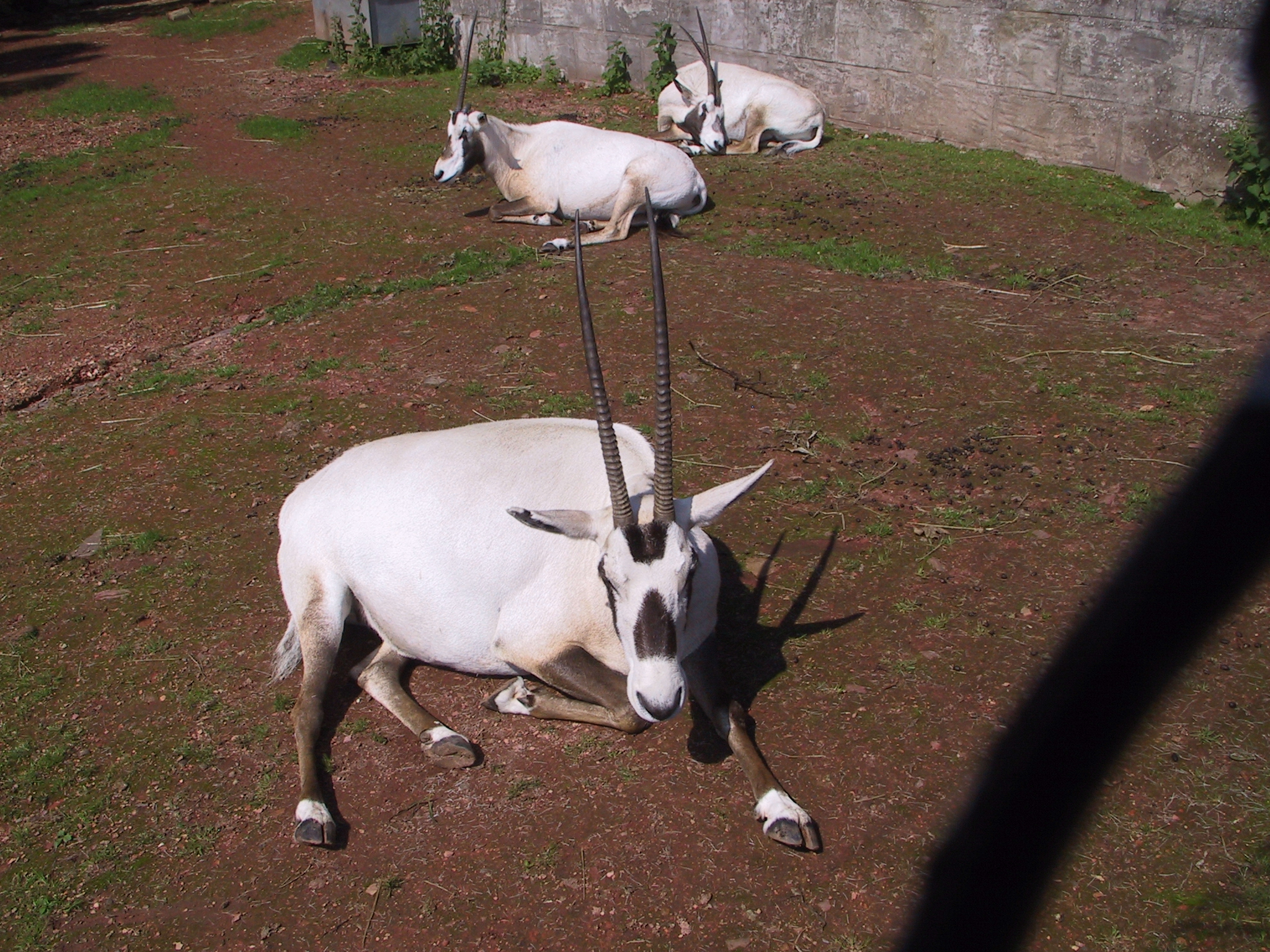
Oryx d'Arabie au zoo d'Édimbourg, Écosse.
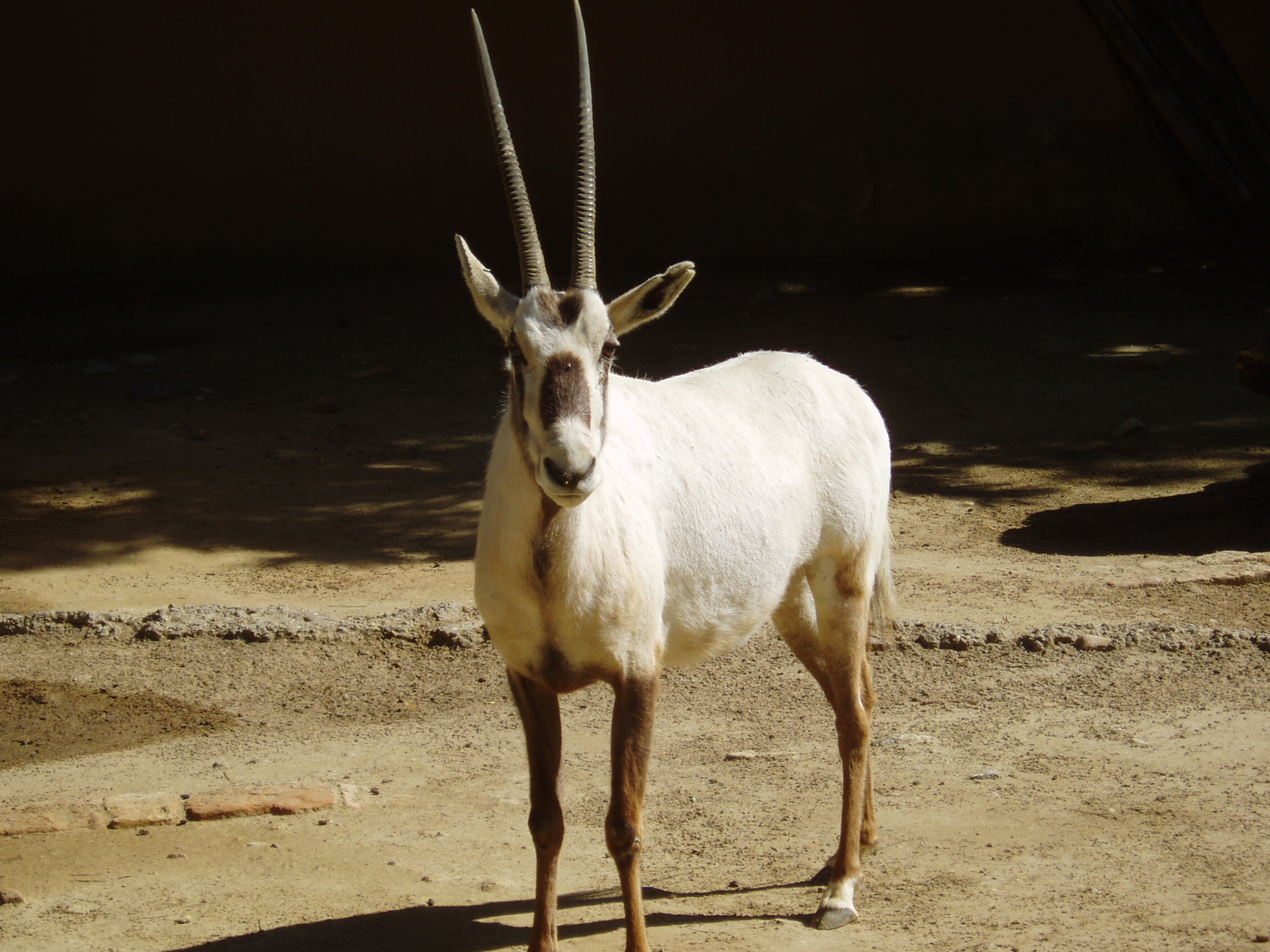
Oryx d'Arabie au zoo de Jerez de la Frontera, Espagne.